# Лютейка
Лютейка — река в России, протекает по Валдайскому району Новгородской области. Течёт сначала на северо-запад до пересечения с дорогой Р48 (Старая Русса — Демянск — Яжелбицы). Далее течёт вдоль дороги на юг. Устье реки находится у деревни Сухая Нива в 30 км по правому берегу реки Лужонка. Длина реки составляет 14 км. Высота устья — 106,8 м над уровнем моря.
На реке стоят деревни Семёновщинского сельского поселения: Язвищи, Подольская, Сухая Нива.
Система водного объекта: Лужонка → Полометь → Пола → Ильмень → Волхов → Ладожское озеро → Нева → Балтийское море.

## Данные водного реестра
По данным государственного водного реестра России относится к Балтийскому бассейновому округу, водохозяйственный участок реки — Ловать и Пола, речной подбассейн реки — Волхов. Относится к речному бассейну реки Нева (включая бассейны рек Онежского и Ладожского озера).
Код объекта в государственном водном реестре — 01040200312102000022455.